# Crocodile 2: Death Swamp
Crocodile 2: Death Swamp (Brasil: Crocodilo 2 ) é um filme de terror lançado em 2001 nos Estados Unidos, e em 1 de agosto de 2002 no Brasil.